# Abutilon flanaganii
Abutilon flanaganii är en malvaväxtart som beskrevs av Adrianus Dirk Jacob Meeuse. Abutilon flanaganii ingår i släktet klockmalvor, och familjen malvaväxter. Inga underarter finns listade i Catalogue of Life.